# Michael Ansara
Michael Ansara (Syrië, 15 april 1922 – Calabasas, 31 juli 2013) was een Amerikaans acteur.

## Persoonlijk leven
Ansara was getrouwd met actrice Jean Byron.  Hierna leerde hij zijn tweede vrouw Barbara Eden kennen en met haar speelde hij bijrolletjes in de serie I Dream of Jeannie. Ansara en Eden hadden één zoon: acteur en bodybuilder Matthew Ansara, die overleed op 35-jarige leeftijd  in 2001 aan een overdosis heroïne. In 1977 trouwt hij voor de derde keer ditmaal met Beverly Kushida en ging wonen in Calabasas. Hij is daar overleden na een langdurige ziekte.
Hij is begraven aan de Forest Lawn Memorial Park (Hollywood Hills).

## Loopbaan als acteur
Ansara begon zijn acteerloopbaan met diverse rollen in Alfred Hitchcock Presents. Hij speelde ooit in die serie de rol van Kamehameha I. Hij speelde onder andere in de televisieseries Broken Arrow, Centennial, Buck Rogers (als Kane) en als Commander Kang in Star Trek en Law of the Plainsman, hij was de stem van Dr. Victor Fries / Mr. Freeze de televisieserie Batman: The Animated Series, de film Batman & Mr. Freeze: SubZero en enkele afleveringen van Rawhide.
Ook speelde hij in films als Slaves of Babylon (1953), The Robe, The Ten Commandments (1956), Harum Scarum (met Elvis Presley), Texas Across the River (met Dean Martin), The Message en The Greatest Story Ever Told.
- Biblioteca Nacional de España: XX1374703
- Bibliothèque nationale de France: cb14150206j (data)
- Gemeinsame Normdatei: 1061412423
- International Standard Name Identifier: 0000 0000 7824 708X
- Library of Congress Control Number: no92010248
- Nederlandse Thesaurus van Auteursnamen: 252015207
- Système universitaire de documentation: 171945077
- Virtual International Authority File: 41405300
- WorldCat: E39PBJfrGFhrcFxQm9fjBj8Bfq